# Oenothera ersteinensis
Oenothera ersteinensis är en dunörtsväxtart som beskrevs av David Hunt Linder och Jean. Oenothera ersteinensis ingår i släktet nattljussläktet, och familjen dunörtsväxter. Inga underarter finns listade i Catalogue of Life.